# 642

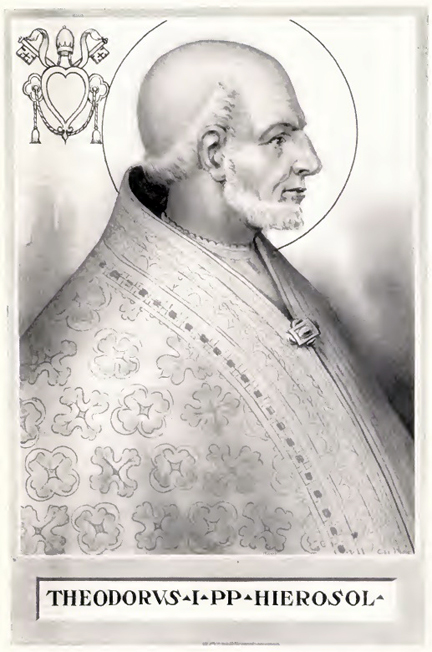
Paus Theodorus I (642 - 649)

Het jaar 642 is het 42e jaar in de 7e eeuw volgens de christelijke jaartelling.

## Gebeurtenissen

### Brittannië
- 5 augustus - Slag bij Maserfield: Koning Penda van Mercia verslaat bij Oswestry (West Midlands) een Angelsaksisch leger onder leiding van Oswald van Northumbria. Mercia wordt een van de machtigste koninkrijken in Midden-Engeland.
- Oswiu (642 - 670) volgt zijn halfbroer Oswald op als koning van Northumbria. Zijn aanspraak op de troon wordt echter niet erkend in Deira en hij regeert alleen in Bernicia (een van de twee deelkoninkrijken van Northumbria).
- Oswiu treedt in het huwelijk met de 16-jarige Eanfled, dochter van koning Edwin van Northumbria, in een poging om de eenheid in Northumbria te herstellen. Begin van een 13-jarig gewapend conflict tussen de Angelsaksen.

### Europa
- Chindaswinth, een Gotische krijgsheer (reeds 79 jaar oud), begint een opstand en laat koning Tulga in Toledo (huidige Spanje) afzetten. Hij wordt door de Visigotische adel tot koning uitgeroepen en laat Tulga verbannen naar een klooster.

### Arabische Rijk
- Slag bij Nahāvand: Het Arabische leger (30.000 man) onder leiding van Sa`d ibn Abi Waqqas behaalt bij Hamadan (Iran) een glorieuze overwinning op de Perzen. Koning Yazdagird III verzet zich in Merv tegen de Arabische overheersing.
- Kalief Omar I geeft opdracht om de Bibliotheek van Alexandrië te verwoesten. De boekrollen vallen ten prooi aan een boekverbranding en worden gebruikt als verwarming voor de badhuizen. De werken van Aristoteles worden gespaard.

### Azië
- De Pallava verslaan de Chalukya (Midden-India) en verwoesten Badami (Karnataka). Er volgt een periode van verwarring in het Chalukya Rijk.
- Kōgyoku, weduwe van keizer Jomei, bestijgt de troon als keizerin van Japan. Zij is de tweede vrouw die de keizerstitel draagt (zie: 592).

### Meso-Amerika
- Caracol (Belize) voert oorlog tegen Naranjo (Costa Rica) en verovert de stad. Caracol heeft in deze tijd zo'n 140.000 inwoners.

## Religie
- 12 oktober - Paus Johannes IV overlijdt in Rome na een 2-jarig pontificaat. Hij wordt opgevolgd door Theodorus I als de 73e paus van de Katholieke Kerk.
- In Winchester (Hampshire) wordt een kerk gebouwd, de 'Old Minster', waar later de kathedraal van Winchester gebouwd zal worden.

## Geboren
- Gerald van Mayo, Angelsaksisch abt

## Overleden
- 5 augustus - Oswald, koning van Northumbria
- 12 oktober - Johannes IV, paus van de Katholieke Kerk
- Aega, hofmeier van Neustrië en Bourgondië (of 641)
- Heraklonas, Byzantijns keizer (waarschijnlijke datum)
- Khalid ibn Walid, Arabisch generaal en metgezel
- Pulakesin II, koning van het Chalukya Rijk